# 국제 비이온화 방사 보호 위원회
국제 비이온화 방사 보호 위원회(the International Commission on Non-Ionizing Radiation Protection, ICNIRP)는 비이온화 방사선으로부터 인체를 보호할 목적을 가진 국제 위원회다. 휴대 전화, 인덕션레인지 등 전자기파를 발생시키는 제품에 대한 노출 한도를 결정, 고시하는 일들을 하고 있다.
독일에 있는 과학분야의 국제 비정부 기구로 국제 방사선 보호 연합(the International Radiation Protection Association, IRPA)에서 1992년에 설립했다.

## 같이 보기
- 전자기파